# Fevillea
Fevillea es un género con 26 especies de plantas con flores perteneciente a la familia de las cucurbitáceas. Es el único género de la subtribu Fevilleinae.

## Taxonomía
El género fue descrito por Carlos Linneo y publicado en Species Plantarum 2: 1013. 1753. La especie tipo es: Fevillea trilobata L

## Etimología
Fevillea: nombre genérico que lleva el nombre del botánico francés Louis Feuillée.

## Especies
| - Fevillea amazonica - Fevillea cordifolia - Fevillea deltoidea - Fevillea harmsii - Fevillea hederacea - Fevillea javilla - Fevillea karstenii - Fevillea monosperma - Fevillea moorei - Fevillea passiflora Vell. - castaña de Jobotá - Fevillea pedata - Fevillea pedatifolia - Fevillea pergamentacea - Fevillea peruviana - Fevillea punctata - Fevillea scandens - Fevillea simplicifolia' - Fevillea tamnifolia - Fevillea triloba - Fevillea trilobata - Fevillea triphylla - Fevillea uncipetala |